# Czarnowanz

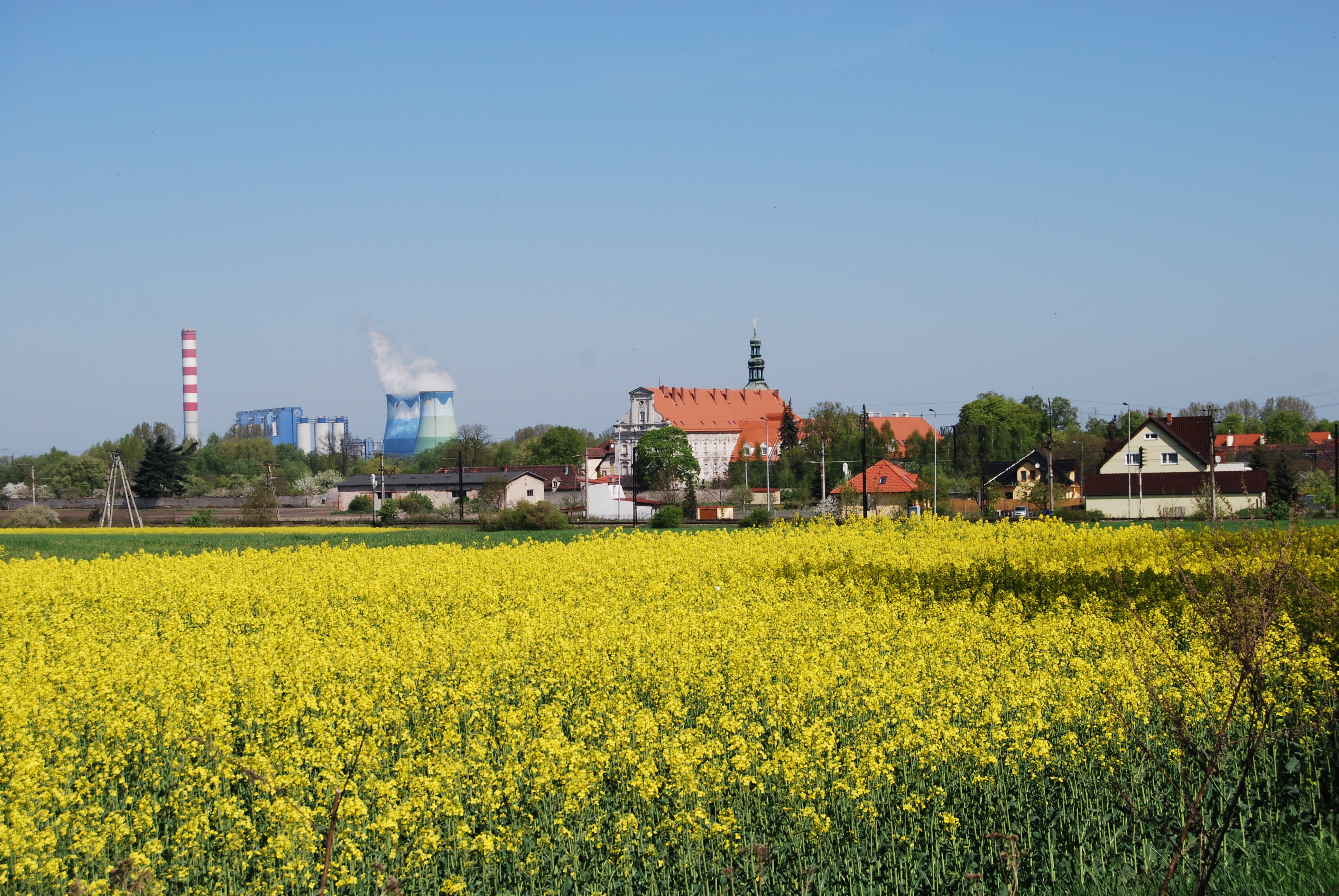
Czarnowanz mit Klosteranlage und dem Elektrizitätswerk Elektrownia Opole

Czarnowanz (polnisch Czarnowąsy, 1936–1945 Klosterbrück) ist ein Stadtteil der Stadt Oppeln. Bis 2016 lag die oberschlesische Ortschaft in der Landgemeinde Groß Döbern (Dobrzeń Wielki) im Powiat Opolski (Landkreis Oppeln).

## Geographie

### Geographische Lage
Czarnowanz liegt sieben Kilometer südöstlich des ehemaligen Gemeindesitzes Groß Döbern sowie acht Kilometer nördlich von der Kreisstadt und Woiwodschaftshauptstadt Opole (Oppeln). Der Ort liegt in der Nizina Śląska (Schlesischen Tiefebene) innerhalb der Pradolina Wrocławska (Breslauer Urstromtal). Durch die Ortschaft fließt im Norden die Malapane und im Nordwesten die Swornica. Westlich des Siedlungsgebietes befindet sich die Oder. 
Durch den Ort verläuft die Landstraße Droga wojewódzka 454. Nördlich des Dorfes liegt das Kraftwerk Opole.

### Nachbargemeinden
Nachbarorte von Czarnowanz sind im Nordwesten Borrek (poln. Borki), im Norden Horst (poln. Świerkle), im Osten Biadacz und im Süden der Oppelner Stadtteil Wróblin (dt. Frauendorf).

## Geschichte

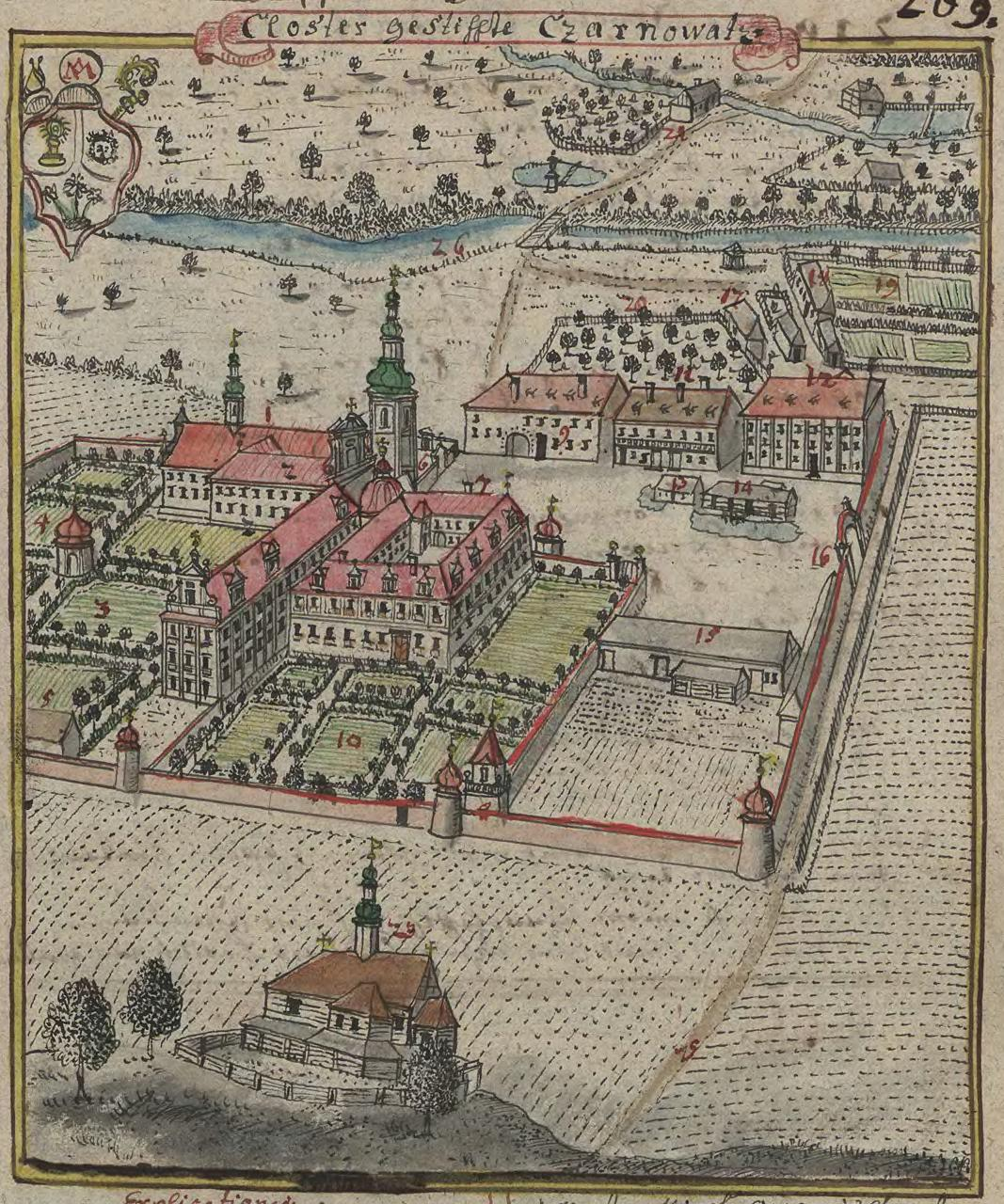
Czarnowanz im 18. Jahrhundert mit der Klosteranlage und der St.-Anna-Kirche im Vordergrund

Die erste urkundliche Erwähnung von Dobren (Groß Döbern) und Charnovanz fällt in das Jahr 1228 im Zusammenhang mit der Verlegung des Norbertinerinnenklosters von Rybnik nach Czarnowanz durch den Oppelner Herzog Kasimir I. Während Kasimir die Orte Klein Döbern und Czarnowanz dem Kloster übergab, blieb Groß Döbern herzoglicher Besitz.
Nach dem Ersten Schlesischen Krieg 1742 fiel Czarnowanz mit dem größten Teil Schlesiens an Preußen.
Nach der Neuorganisation der Provinz Schlesien gehörte die Landgemeinde Czarnowanz ab 1816 zum Landkreis Oppeln im Regierungsbezirk Oppeln. 1845 zählte das Dorf 150 Häuser, darunter die Klosterkirche St. Norbert, die Schrotholzkirche St. Anna, das Klostergebäude sowie mehrere Vorwerke. Im gleichen Jahr lebten im Ort 1143 Einwohner, davon 18 evangelisch und 27 jüdisch. 1855 lebten 1128 Menschen im Ort. 1865 zählte das Dorf 17 Bauern, 20 Gärtner, 96 Ackerhäusler und 60 Einlieger. Die Schule in Czarnowanz zählte im gleichen Jahr 300 Schüler. 1874 wurde der Amtsbezirk Czarnowanz gegründet, welcher aus den Landgemeinden Borrek, Czarnowanz, Frauendorf und Krzanowitz und den Gutsbezirken Czarnowanz Domäne und Krzanowitz Domäne bestand. 1885 zählte Czarnowanz 1496 Einwohner.
1903 wurde in Czarnowanz die Freiwillige Feuerwehr gegründet. Bei der Volksabstimmung in Oberschlesien am 20. März 1921 stimmten 779 Wahlberechtigte für einen Verbleib bei Deutschland und 376 für Polen, im Gutsbezirk Czarnowanz votierten 58 Personen für Deutschland und vier für Polen. Czarnowanz verblieb beim Deutschen Reich. 1933 lebten im Ort 2676 Einwohner. Am 10. August 1936 wurde der Ort in Klosterbrück umbenannt. 1939 hatte der Ort 3528 Einwohner. Bis 1945 befand sich der Ort im Landkreis Oppeln.
1945 kam der bisher deutsche Ort unter polnische Verwaltung, wurde in Czarnowąsy umbenannt und der Woiwodschaft Schlesien angeschlossen. 1950 kam der Ort zur Woiwodschaft Oppeln. 1999 kam er zum wiedergegründeten Powiat Opolski. Am 22. April 2009 wurde in der Gemeinde Groß Döbern, der Czarnowanz angehört, Deutsch als zweite Amtssprache eingeführt. Am 1. Dezember 2009 erhielt der Ort zusätzlich den amtlichen deutschen Ortsnamen Czarnowanz.
Zum 1. Januar 2017 wurde Czarnowanz in die Stadt Oppeln eingemeindet.

### Etymologie des Ortsnamens
Der Name des Ortes, der erstmals als „Charnovanz“ notiert wurde, leitet sich aus dem Polnischen oder allgemein aus dem Slawischen ab und bedeutet in etwa Schwarzbart. Die deutsche Bevölkerung adoptierte den Namen schon sehr früh als Czarnowanz.

### Archäologische Ausgrabungen
Bei archäologischen Ausgrabungen wurden im Ort verschiedene Funde gemacht. Darunter ein Grabfund aus der Zeit um 1200 vor Christus mit Tongefäßen und mehreren Bronzebeigaben. Bei späteren Ausgrabungen wurden Gräber aus der Zeit der Lausitzer Kultur gefunden.

### Einwohnerentwicklung
| Jahr | Einwohner |
| ---- | --------- |
| 1895 | 1.689     |
| 1905 | 1.771     |
| 1910 | 2.065     |
| 1919 | 2.094     |
| 1933 | 2.676     |

| Jahr | Einwohner |
| ---- | --------- |
| 1939 | 3.528     |
| 1965 | 2.547     |
| 2005 | 3.107     |
| 2015 | 3.108     |

## Sehenswürdigkeiten

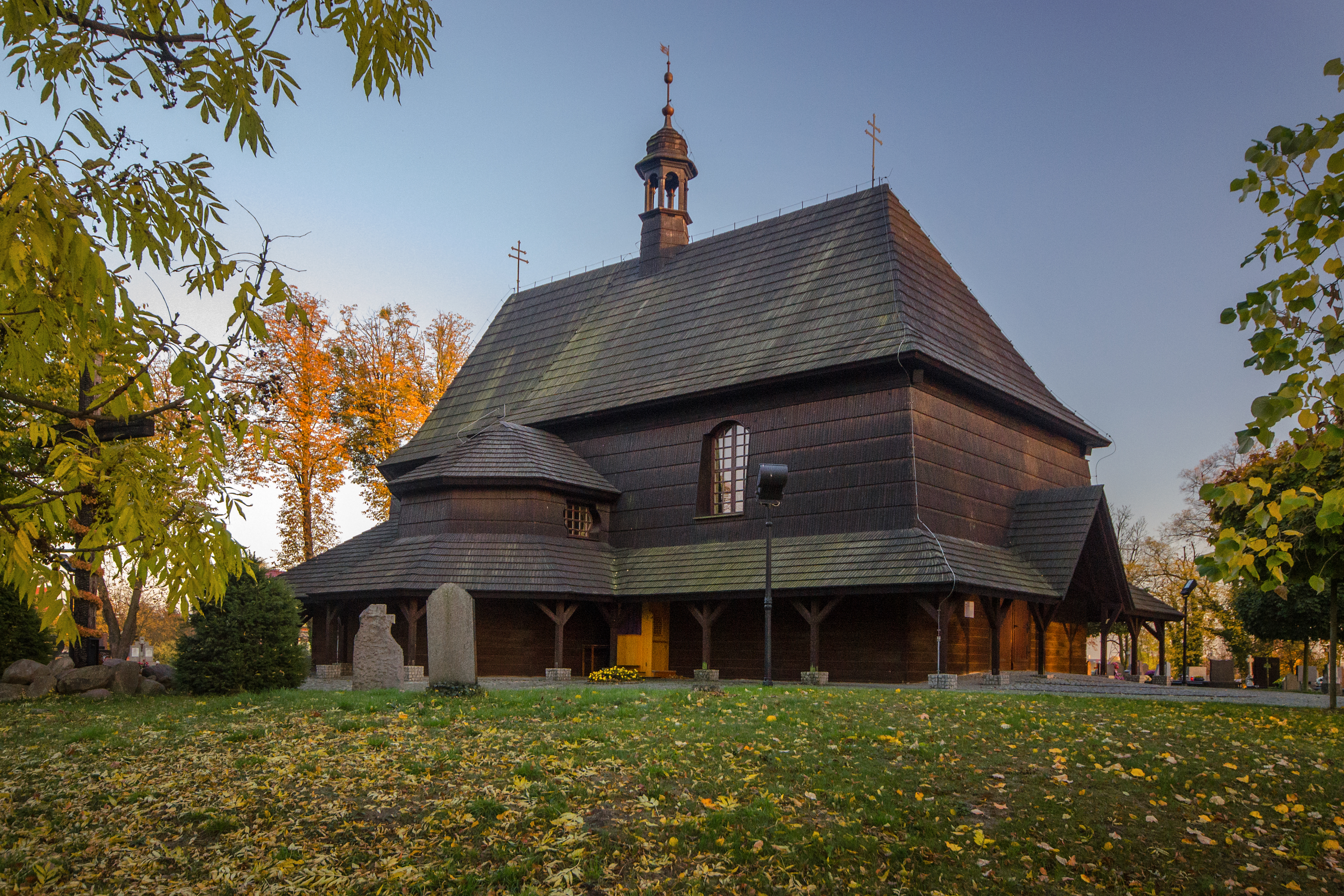
Schrotholzkirche St. Anna (2015)

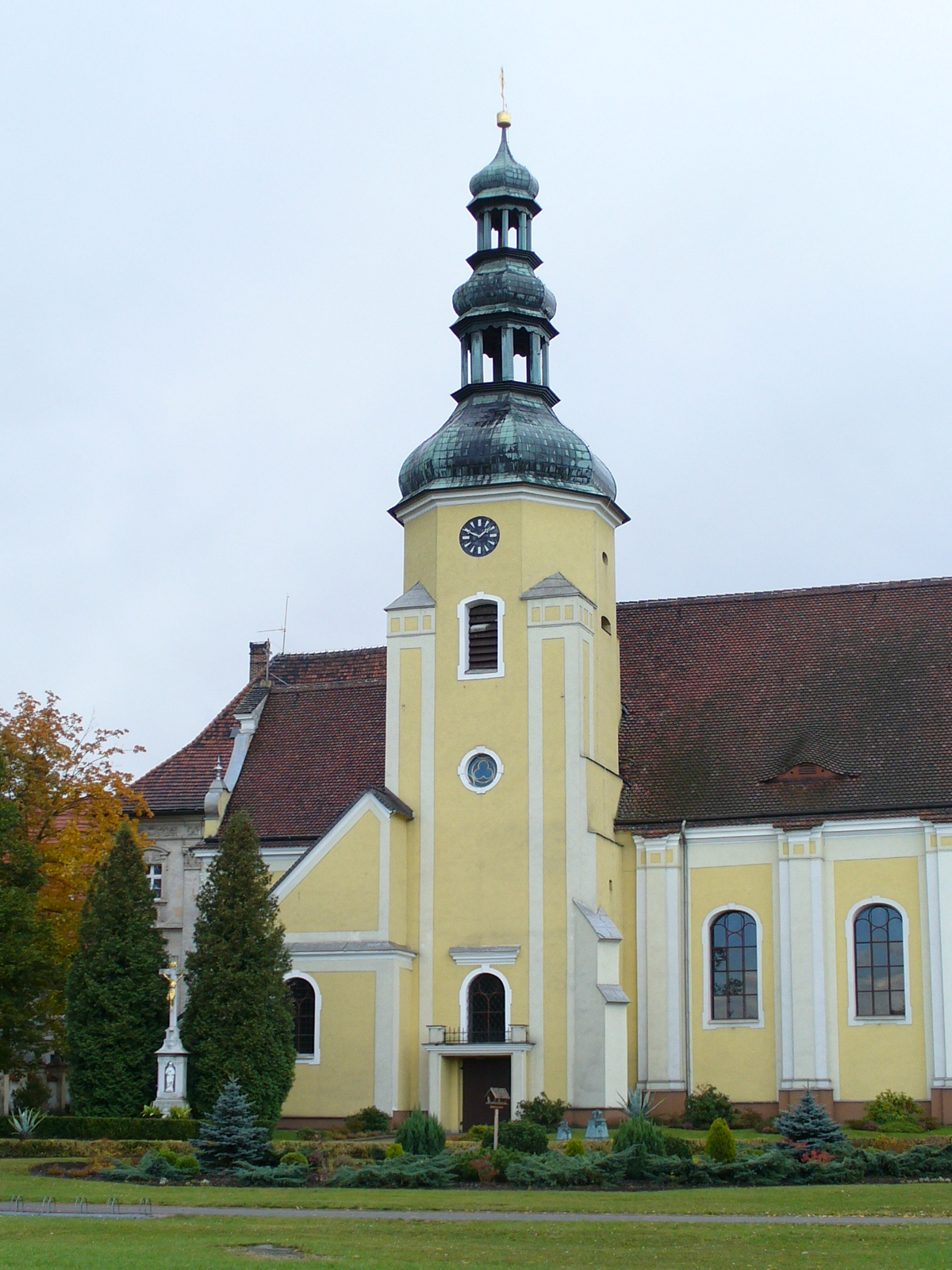
St. Norbert

### St.-Anna-Kirche
Die barocke Schrotholzkirche St. Anna wurde zwischen 1684 und 1688 am südlichen Rand von Czarnowanz auf einem Hügel erbaut. Das Gotteshaus brannte in der Nacht vom 19. auf den 20. August 2005 komplett ab und wurde daraufhin bis 2007 rekonstruiert und wiederaufgebaut. Um die Kirche herum befindet sich der Friedhof von Czarnowanz.

### St. Norbert
Die Anfänge der Kirche zum heiligen Norbert stammen aus dem 13. Jahrhundert. Diese erste Kirche wurde im Dreißigjährigen Krieg durch die Schweden 1643 niedergebrannt und zerstört. Einige Jahre später wurde diese wieder aufgebaut und 1777 in ihrer heutigen barocken Gestalt umgebaut.

### Prämonstratenserkloster
Das heutige barocke Prämonstratenserkloster stammt aus dem Jahr 1682. Eine erste Klosteranlage entstand bereits im 13. Jahrhundert; sie wurde im Dreißigjährigen Krieg 1642/43 zerstört. Die Anlage steht seit 1964 unter Denkmalschutz.

### Weitere Sehenswürdigkeiten
- Denkmal für die Gefallenen des Ersten Weltkriegs
- Denkmal für die Gefallenen des Zweiten Weltkriegs
- Empfangsgebäude des Bahnhofs Czarnowąsy
- Nepomukstatue auf dem Friedhof
- Nepomukstatue an der ul. Władysława Jagiełły
- Historische Mühle
- Gedenkstein zur 100-Jahr-Feier der Freiwilligen Feuerwehr von Czarnowanz (1903–2003)
- Steinerne Wegekreuze

## Vereine
- Deutscher Freundschaftskreis
- Sportverein LZS Swornica Czarnowąsy
- Freiwillige Feuerwehr OSP Czarnowąsy

## Söhne und Töchter des Ortes
- Franz Wosnitza (1902–1979), Priester, 1942–1945 Generalvikar in Kattowitz, Förderer der deutsch-polnischen Versöhnung
- Dietmar Wolter (* 1941), deutscher Chirurg, Erfinder und Unternehmer
- Sylvia Kollek (* 1970), deutsche Marketingmanagerin
- Norbert Rasch (* 1971), deutscher Politiker und Musiker, Vorsitzender der Sozial-Kulturellen Gesellschaft der Deutschen im Oppelner Schlesien